# Saison 2006-2007 de l'Olympique de Marseille
Maillots
Chronologie
Saison précédente Saison suivante
L'Olympique de Marseille s'aligne pour la saison 2006-2007 en Ligue 1 Orange, en Coupe de France, en Coupe de la Ligue ainsi qu'en Coupe Intertoto qui leur permettra de se qualifier en Coupe UEFA.

## Préparation d'avant-saison
Le groupe olympien retenu pour le stage à Aix-les-Bains est le suivant : 
- Gardiens : Carrasso, Hamel, Sennaoui
- Défenseurs : Taiwo, Cantareil, Beye, Civelli, H. Camara, Zubar, Bocaly, César, Benatia
- Milieux : Deruda, Lamouchi, Cana, Nasri, Valbuena, Oruma
- Attaquants : Begeorgi, Maoulida, Niang, Gimenez, Pagis, Bamogo, M. N’Diaye

## Transferts estivaux
| Nom                | Poste             | Type de transfert   | Montant | Provenance/Destination   | Division                |
| ------------------ | ----------------- | ------------------- | ------- | ------------------------ | ----------------------- |
| Arrivées           |                   |                     |         |                          |                         |
| Djibril Cissé      | Attaquant         | Prêt avec OA        | -       | Liverpool FC             | Barclays Premier League |
| Ronald Zubar       | Défenseur         | Acquisition         | 3,5 M€  | SM Caen                  | Ligue 2                 |
| Modeste M'Bami     | Milieu de terrain | Acquisition         | 3,5 M€  | Paris Saint-Germain FC   | Ligue 1 Orange          |
| Mathieu Valbuena   | Milieu de terrain | Acquisition         | 0,7 M€  | FC Libourne-Saint-Seurin | National                |
| Renato Civelli     | Défenseur         | Transfert définitif | 1,75 M€ | CA Banfield              | Primera Division        |
| Sébastien Hamel    | Gardien de but    | Transfert libre     | -       | AJ Auxerre               | Ligue 1 Orange          |
| Mehdi Sennaoui     | Gardien de but    | Transfert libre     | -       | RC Strasbourg            | Ligue 1 Orange          |
| Hassoun Camara     | Défenseur         | Transfert libre     | -       | Olympique Noisy-le-Sec   | CFA                     |
| Jérémy Gavanon     | Gardien de but    | Retour de prêt      | -       | Clermont Foot Auvergne   | Ligue 2                 |
| Peguy Luyindula    | Attaquant         | Retour de prêt      | -       | AJ Auxerre               | Ligue 1 Orange          |
| Léo Matos          | Défenseur         | Retour de prêt      | -       | Flamengo CR              | Brasileirao             |
| Fabrice Fiorèse    | Attaquant         | Retour de prêt      | -       | Al-Rayyan SC             | Qatar Stars League      |
| Laurent Batlles    | Milieu offensif   | Retour de prêt      | -       | Toulouse FC              | Ligue 1 Orange          |
| Leyti N'Diaye      | Défenseur         | Retour de prêt      | -       | US Créteil-Lusitanos     | Ligue 2                 |
| Koke               | Attaquant         | Retour de prêt      | -       | Sporting Portugal        | Bwin Superligue         |
| Habib Bamogo       | Attaquant         | Retour de prêt      | -       | FC Nantes Atlantique     | Ligue 1 Orange          |
| Départs            |                   |                     |         |                          |                         |
| Koke               | Attaquant         | Cession             | 1 M€    | Aris Salonique           | Super League Ellada     |
| Abdoulaye Meïté    | Défenseur         | Cession             | 1,5 M€  | Bolton Wanderers FC      | Barclays Premier League |
| Peguy Luyindula    | Attaquant         | Prêt                | -       | Levante UD               | Primera Division        |
| Laurent Batlles    | Milieu offensif   | Cession             | 0,9 M€  | Toulouse FC              | Ligue 1 Orange          |
| Leyti N'Diaye      | Défenseur         | Prêt                | -       | RC Strasbourg            | Ligue 2                 |
| Christian Gimenez  | Attaquant         | Prêt                | -       | Hertha Berlin SC         | Bundesliga              |
| Fabrice Begeorgi   | Milieu offensif   | Prêt                | -       | FC Libourne-Saint-Seurin | Ligue 2                 |
| Rudolf Skacel      | Milieu de terrain | Cession             | 2 M€    | Heart of Midlothian FC   | Scottish Premier League |
| José Delfim        | Milieu de terrain | Transfert libre     | -       | BSC Young Boys Berne     | Axpo Super League       |
| Fabien Barthez     | Gardien de but    | Fin de contrat      | -       | FC Nantes Atlantique     | Ligue 1 Orange          |
| Jérôme Bonnissel   | Défenseur         | Fin de contrat      | -       | Retraite                 | -                       |
| Demetrius Ferreira | Défenseur         | Transfert libre     | -       | ES Troyes AC             | Ligue 1 Orange          |
| Medhi Benatia      | Défenseur         | Prêt                | -       | Tours FC                 | Ligue 2                 |
| Jérémy Gavanon     | Gardien de but    | Transfert libre     | -       | FC Sochaux-Montbéliard   | Ligue 1 Orange          |
| Frédéric Déhu      | Défenseur         | Transfert libre     | -       | Levante UD               | Primera Division        |
| Sabri Lamouchi     | Milieu de terrain | Transfert libre     | -       | Al Rayyan SC             | Qatar Stars League      |
| Fabrice Fiorèse    | Attaquant         | Prêt                | -       | FC Lorient               | Ligue 1 Orange          |
| Vincent Gastine    | Milieu de terrain | Transfert libre     | -       | Ethnikos Le Pirée        | Super League Ellada     |
| Anthony Flachi     | Milieu de terrain | Fin de contrat      | -       | ES Fréjus                | CFA                     |
| Alexis Pradié      | Défenseur         | Fin de contrat      | -       | -                        | -                       |

## Faits marquants de la saison

### Période estivale et début de championnat
Après des négociations avancées avec le Tchèque Zdenek Zeman, le board olympien choisit finalement Albert Emon pour succéder à Jean Fernandez. Diouf explique qu'« Emon a l'avantage de connaître la ville, le club et l'effectif. Il nous a donc semblé qu'il était l'homme de la situation même si Zeman a paru être aussi, à un moment donné, l'homme de la situation. Mais il avait contre lui le fait de ne pas s'exprimer en français ».
L'Olympique de Marseille commence sa saison par les matchs qualificatifs de la Coupe de l'UEFA. Les Phocéens affrontent notamment les ukrainiens du Dniepr Dniepropetrovsk au troisième tour de la coupe Intertoto puis les Suisses du BSC Young Boys en tour préliminaire de l'UEFA. L'OM se qualifie à chaque confrontation grâce aux buts à l'extérieur.
Le début de saison de l'Olympique de Marseille est idéal, en six confrontations l'OM gagne cinq matches et fait un match nul. Durant ces six matchs, l'Olympique de Marseille bat notamment le PSG 3-1 (au Parc des Princes) ainsi que les Girondins de Bordeaux (2-1) (au Stade Vélodrome) et n'encaisse aucun but pendant les quatre premiers matchs. Les olympiens réalisent même une série de cinq victoires consécutives en championnat.
En Ligue 1 Orange, les Olympiens perdent face au FC Nantes (2-1) (alors relégable). En conséquence, Marseille perd le contact avec le leader, l'Olympique lyonnais, qu'ils affrontent au stade Vélodrome le 22 octobre 2006 à l'occasion de la 10e journée de Ligue 1. Ce match, perdu 4-1 sur leur terrain, va être un terrible un coup d'arrêt pour les Phocéens qui, dès lors, se font éliminer de la coupe de l'UEFA dès le 1er tour par le modeste club tchèque du FK Mladá Boleslav 4-3 sur les deux rencontres. Puis trois jours après la déception lyonnaise, Marseille sera éliminée de la Coupe de la Ligue sur le score de 4 buts à 1 par l'ASSE.

### Débuts de Cissé et baisse de régime
Fin octobre, l'OM est 2e à 11 points de Lyon et s'éloigne du podium en début novembre. Marseille remporte le dimanche 19 novembre (1-0 face à Valenciennes) sa première victoire depuis le 1er octobre. 6 jours plus tard, nouvelle désillusion pour les Olympiens qui trouvent le nul contre Troyes (1-1). L'OM est 7e et perd contre Sochaux (1-0) le 3 décembre. Conséquence : l'OM est 9e avec 24 points. L'OM renoue avec la victoire le 9 décembre face à Monaco (2-1) et voit la première titularisation de Djibril Cissé sous les couleurs marseillaises. Le 16 décembre, l'OM s'incline au stade Marcel-Picot à Nancy (2-0) mais répare l'erreur en s'imposant le vendredi 22 contre Saint-Étienne (2-1 et ouverture du score de Djibril Cissé). Après 19 journées, Marseille est 6e (9 victoires, 3 nuls et 7 défaites). Djibril Cissé retrouve le chemin des pelouses après une blessure (fracture du tibia) qui l'avait éloigné des terrains pendant six mois. Son retour oblige l'entraîneur Albert Emon à modifier ses schémas tactiques, ce qui coïncidera avec des mauvais résultats et verra le club s'éloigner du podium en janvier et février.
Samir Nasri, quant à lui, prend une dimension supplémentaire en l'absence de Franck Ribéry (absent pendant deux mois) et devient incontournable sur le terrain, ses performances lui permettent en février d'être appelé en équipe de France.
Malgré de mauvais résultats en championnat, le club poursuit sa route en coupe de France et élimine entre autres l'Olympique lyonnais en 1/8e de finale (2-1, condamnant à Lyon de mettre fin à un rêve de doublé) et le FC Nantes en demi-finale (3-0) pour affronter en finale le FC Sochaux.

#### L'«affaire» Kachkar
Le 16 janvier 2007, l'Olympique de Marseille, par la voix de son président Pape Diouf, annonce le début du processus de vente du club par Robert Louis-Dreyfus à Jack Kachkar. Canadien d'origine arménienne et PDG d'Inyx Inc., une société de produits pharmaceutiques basée à New York, Kachkar aurait mis « environ 115 millions d'euros » sur la table. 
Le 1er mars 2007, Jack Kachkar annonce qu'il a officiellement racheté l'OM à Robert-Louis Dreyfus. L'homme d'affaires canadien fait paraître un communiqué pour confirmer l'information. Les deux parties signent un accord définitif de vente.
On apprend cependant quelques jours plus tard que Kachkar aurait du mal à réunir les fonds nécessaires au rachat du club phocéen. Selon le journal l'Équipe, l'agence de marketing sportif Sportfive serait même prête à mettre 40 millions d'euros pour aider l'investisseur canadien à boucler le rachat de l'OM.
Le 22 mars 2007, Robert Louis-Dreyfus lassé par les nombreux délais demandés par Jack Kachkar, et ne croyant plus aux futurs investissements promis pour assurer la pérennité de l'OM, décide ne plus vendre le club à l'homme canadien. Dreyfus porte plainte contre l'homme d'affaires canadien pour tentative d'escroquerie, faux et usage de faux. Il sera condamné en 2011 à 10 mois de prison avec sursis, 50 000 euros d'amende, et devra verser 500 000 euros de dommages et intérêts à Margarita Louis-Dreyfus.

### Fin de saison

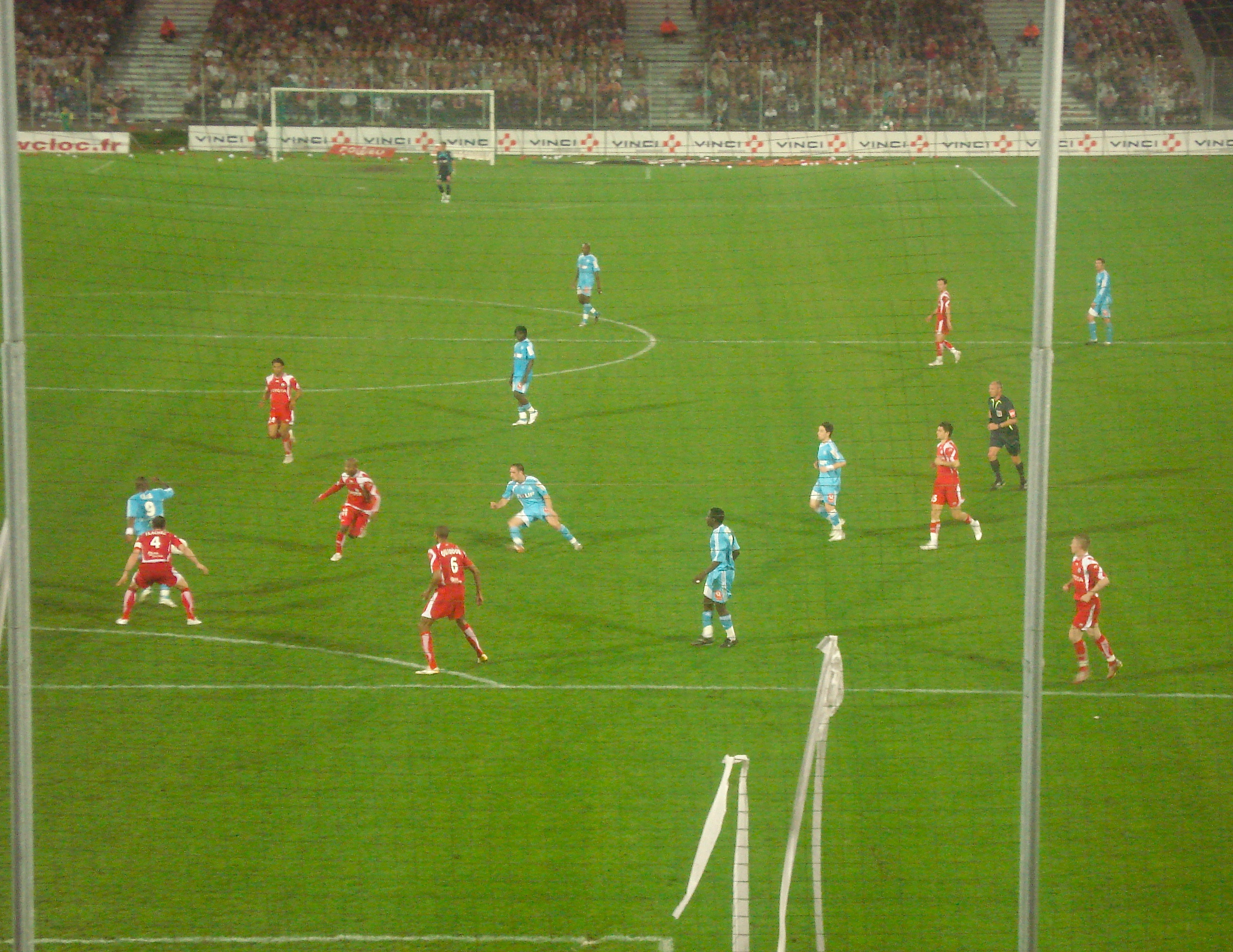
VA-OM 2007

Le 14 avril, l'OM retrouve le stade Nungesser, quatorze ans après l'affaire VA-OM, les olympiens ne parviennent pas à trouver le chemin des filets malgré une importante force offensive.
À deux journées de la fin, Marseille, qui a pris 16 points sur les 18 possibles lors des six derniers matchs alors que ses adversaires directs connaissaient des hauts et des bas, se trouve plus que jamais en course pour accéder au podium et pour se qualifier pour la Ligue des champions. En effet, le club compte alors 2 points d'avance sur ses rivaux que sont le RC Lens et les Girondins de Bordeaux ainsi qu'une meilleure différence de buts et reçoit lors du dernier match un club d'ores et déjà relégué en Ligue 2, le CS Sedan.
Pour la deuxième année consécutive, l'OM dispute et perd la finale de la coupe de France, cette fois-ci face au FC Sochaux aux tirs au but (2-2 ; 4-5 tab.) après avoir pourtant mené à deux reprises grâce à un doublé de Djibril Cissé mais rejoint à chaque fois.
Lors de la 37e journée à Saint-Étienne, grâce aux buts de Djibril Cissé et Mathieu Valbuena (qui signe là son premier but en Ligue 1), l'Olympique de Marseille est sacré officiellement vice-champion de France et atteint donc son objectif : une qualification directe en Ligue des champions. Cette saison se finit sous un feu d'artifice au Vélodrome dès la fin du match OM-Sedan, notamment marqué par l'unique but inscrit par Samir Nasri.

## Systèmes de jeu
| \| Carrasso Beye Rodriguez Zubar Taiwo Cana Ribéry Nasri Niang Cissé Pagis Entr. : Emon \| Premier système de jeu utilisé · (4-3-3) |
| Carrasso Beye Rodriguez Zubar Taiwo Cana Ribéry Nasri Niang Cissé Pagis Entr. : Emon                                                |

| Carrasso Beye Rodriguez Zubar Taiwo Cana Ribéry Nasri Niang Cissé Pagis Entr. : Emon |

## Les rencontres de la saison

### Ligue 1 Orange
| Journée | Date                       | Horaire | Adversaire             | Lieu                                    | Score | Buteurs de l'OM                            | Class. | Ecart de points avec le leader / 2e!! Public |           |
| ------- | -------------------------- | ------- | ---------------------- | --------------------------------------- | ----- | ------------------------------------------ | ------ | -------------------------------------------- | --------- |
| 1       | Dimanche 6 août 2006       | 18 H    | CS Sedan-Ardennes      | Stade Louis-Dugauguez                   | 0-0   | -                                          | 12e    | - 2                                          | 22 779    |
| 2       | Dimanche 13 août 2006      | 21 H    | Stade Rennais FC       | Stade Vélodrome                         | 2-0   | Pagis 38e, Maoulida 85e                    | 5e     | - 2                                          | 55 711    |
| 3       | Samedi 19 août 2006        | 17 H 15 | AJ Auxerre             | Stade de l'Abbé-Deschamps               | 0-3   | Ribéry 45e, Maoulida 49e, Pagis 70e        | 1er    | + 0                                          | 19 415    |
| 4       | Dimanche 27 août 2006      | 18 H    | Le Mans UC 72          | Stade Vélodrome                         | 2-0   | Bamogo 69e, Niang 79e (pen.)               | 1er    | + 0                                          | 52 672    |
| 5       | Dimanche 10 septembre 2006 | 21 H    | Paris Saint-Germain FC | Parc des Princes                        | 1-3   | Niang 7e (pen.), Nasri 67e, Pagis 88e      | 1er    | + 0                                          | 44 431    |
| 6       | Dimanche 17 septembre 2006 | 21 H    | FC Girondins Bordeaux  | Stade Vélodrome                         | 2-1   | Pagis 49e, Taiwo 55e                       | 2e     | - 0                                          | 55 000    |
| 7       | Dimanche 24 septembre 2006 | 21 H    | FC Nantes Atlantique   | Stade de la Beaujoire - Louis Fonteneau | 2-1   | Niang 79e                                  | 2e     | - 3                                          | 35 068    |
| 8       | Dimanche 1er octobre 2006  | 18 H    | Toulouse FC            | Stade Vélodrome                         | 3-0   | Taiwo 44e, Bamogo 45e, Cana 47e            | 2e     | - 3                                          | 48 833    |
| 9       | Dimanche 15 octobre 2006   | 21 H    | RC Lens                | Stade Félix Bollaert                    | 1-1   | Niang 62e (pen.)                           | 2e     | - 5                                          | 40 567    |
| 10      | Dimanche 22 octobre 2006   | 21 H    | Olympique Lyonnais     | Stade Vélodrome                         | 1-4   | Bamogo 70e                                 | 2e     | - 8                                          | 57 376    |
| 11      | Dimanche 29 octobre 2006   | 18 H    | OGC Nice               | Stade Léo-Lagrange                      | 2-1   | Pagis 62e                                  | 2e     | - 11                                         | 15 030    |
| 12      | Samedi 4 novembre 2006     | 20 H    | FC Lorient             | Stade Vélodrome                         | 0-1   | -                                          | 6e     | - 11                                         | 48 879    |
| 13      | Dimanche 12 novembre 2006  | 21 H    | Lille OSC Métropole    | Stadium Lille Métropole                 | 1-0   | -                                          | 8e     | - 14                                         | 17 355    |
| 14      | Dimanche 19 novembre 2006  | 21 H    | Valenciennes FC        | Stade Vélodrome                         | 1-0   | Pagis 60e                                  | 6e     | - 14                                         | 46 484    |
| 15      | Samedi 25 novembre 2006    | 17 H 10 | ES Troyes AC           | Stade de l'Aube                         | 1-1   | Maoulida 60e                               | 7e     | - 16                                         | 18 579    |
| 16      | Dimanche 3 décembre 2006   | 18 H    | FC Sochaux-Montbéliard | Stade Auguste-Bonal                     | 1-0   | -                                          | 9e     | - 19                                         | 19 990    |
| 17      | Samedi 9 décembre 2006     | 20 H    | AS Monaco FC           | Stade Vélodrome                         | 2-1   | Pagis 37e, Niang 77e                       | 6e     | - 19                                         | 47 708    |
| 18      | Samedi 16 décembre 2006    | 17 H 10 | AS Nancy-Lorraine      | Stade Marcel-Picot                      | 2-0   | -                                          | 7e     | - 22                                         | 20 077    |
| 19      | Vendredi 22 décembre 2006  | 21 H    | AS Saint-Étienne       | Stade Vélodrome                         | 2-1   | Cissé 9e, Pagis 63e                        | 6e     | - 20                                         | 53 614    |
| 20      | Dimanche 14 janvier 2006   | 21 H    | Stade Rennais FC       | Stade de la route de Lorient            | 0-2   | Cissé 58e, Maoulida 90e                    | 3e     | - 17                                         | 29 144    |
| 21      | Mercredi 24 janvier 2007   | 17 H    | AJ Auxerre             | Stade Vélodrome                         | 3-1   | Ribéry 7e 38e, Taiwo 87e                   | 2e     | - 14                                         | huis clos |
| 22      | Samedi 27 janvier 2007     | 17 H 10 | Le Mans UC 72          | Stade Léon-Bollée                       | 2-0   | -                                          | 4e     | - 15                                         | 15 975    |
| 23      | Dimanche 4 février 2007    | 21 H    | Paris Saint-Germain FC | Stade Vélodrome                         | 1-1   | Cissé 68e                                  | 4e     | - 14                                         | 56 592    |
| 24      | Dimanche 11 février 2007   | 21 H    | FC Girondins Bordeaux  | Stade Chaban-Delmas                     | 1-0   | -                                          | 4e     | - 17                                         | 32 200    |
| 25      | Dimanche 18 février 2007   | 21 H    | FC Nantes Atlantique   | Stade Vélodrome                         | 0-0   | -                                          | 5e     | - 19                                         | 49 507    |
| 26      | Samedi 24 février 2007     | 17 H 10 | Toulouse FC            | Stadium                                 | 3-0   | -                                          | 8e     | - 20                                         | 35 164    |
| 27      | Dimanche 4 mars 2007       | 21 H    | RC Lens                | Stade Vélodrome                         | 0-1   | -                                          | 8e     | - 23                                         | 51 718    |
| 28      | Dimanche 11 mars 2007      | 21 H    | Olympique Lyonnais     | Stade de Gerland                        | 1-1   | Niang 86e                                  | 8e     | - 23                                         | 38 930    |
| 29      | Samedi 17 mars 2007        | 20 H    | OGC Nice               | Stade Vélodrome                         | 3-0   | Niang 6e 40e, Civelli 16e                  | 8e     | - 23                                         | 50 007    |
| 30      | Samedi 31 mars 2007        | 17 H 10 | FC Lorient             | Stade Yves-Allainmat                    | 2-1   | Cissé 88e (pen.)                           | 8e     | - 24                                         | 15 752    |
| 31      | Dimanche 8 avril 2007      | 21 H    | Lille OSC Métropole    | Stade Vélodrome                         | 4-1   | Niang 9e 90e, Civelli 38e 63e              | 6e     | - 22                                         | 54 862    |
| 32      | Samedi 14 avril 2007       | 20 H    | Valenciennes FC        | Stade Nungesser                         | 0-0   | -                                          | 6e     | - 24                                         | 16 398    |
| 33      | Samedi 21 avril 2007       | 20 H    | ES Troyes AC           | Stade Vélodrome                         | 2-1   | Cissé 56e, M'Bami 86e                      | 5e     | - 22                                         | 44 708    |
| 34      | Dimanche 29 avril 2007     | 21 H    | FC Sochaux-Montbéliard | Stade Vélodrome                         | 4-2   | Cana 16e, Cissé 69e, Nasri 72e, Ribéry 85e | 4e     | - 22                                         | 54 702    |
| 35      | Dimanche 6 mai 2007        | 21 H 05 | AS Monaco FC           | Stade Louis-II                          | 1-2   | Ribéry 45e, Niang 84e (pen.)               | 4e     | - 20                                         | 16 401    |
| 36      | Mercredi 9 mai 2007        | 20 H 30 | AS Nancy-Lorraine      | Stade Vélodrome                         | 2-1   | Niang 78e (pen.), Cissé 83e                | 2e     | - 20                                         | 44 000    |
| 37      | Samedi 19 mai 2007         | 20 H 45 | AS Saint-Étienne       | Stade Geoffroy-Guichard                 | 1-2   | Cissé 54e, Valbuena 86e                    | 2e     | - 17                                         | 34 466    |
| 38      | Samedi 26 mai 2007         | 20 H 45 | CS Sedan-Ardennes      | Stade Vélodrome                         | 1-0   | Nasri 60e                                  | 2e     | - 17                                         | 53 604    |

### Coupe de la Ligue
| Date                       | Tour  | Adversaire           | Lieu                            | Score | Buteurs de l'OM          | Public |
| -------------------------- | ----- | -------------------- | ------------------------------- | ----- | ------------------------ | ------ |
| Mercredi 20 septembre 2006 | 1/16e | Montpellier HSC (L2) | Stade de la Mosson - Mondial 98 | 2 - 1 | Bamogo 10e, Maoulida 23e | 22 261 |
| Mercredi 25 octobre 2006   | 1/8e  | AS Saint-Étienne     | Stade Geoffroy-Guichard         | 4 - 1 | Pagis 55e (pen.)         | 31 305 |

### Coupe de France
| Date                     | Tour   | Adversaire             | Lieu                          | Score           | Buteurs de l'OM                                                  | Public |
| ------------------------ | ------ | ---------------------- | ----------------------------- | --------------- | ---------------------------------------------------------------- | ------ |
| Samedi 6 janvier 2007    | 1/32e  | AC Cambrai (CFA 2)     | Stadium Lille Métropole       | 1 - 4 (ap)      | Cissé 18e 107e 111e, Maoulida 114e                               | 13 446 |
| Samedi 20 janvier 2007   | 1/16e  | Le Mans UC 72          | Stade Léon-Bollée             | 0 - 1 (ap)      | Niang 120+1e                                                     | 12 532 |
| Mercredi 31 janvier 2007 | 1/8e   | Olympique lyonnais     | Stade Vélodrome               | 2 - 1           | Pagis 87e, Niang 90+1e                                           | 58 000 |
| Mardi 27 février 2007    | 1/4    | Vannes OC (N)          | Stade Vélodrome               | 5 - 0           | Niang 2e, Maoulida 32e (pen.) 65e, Cissé 61e (pen.), Pagis 90+1e | 32 000 |
| Mercredi 18 avril 2007   | 1/2    | FC Nantes Atlantique   | Stade Vélodrome               | 3 - 0           | Ribéry 29e, Maoulida 55e, Cissé 76e                              | 55 000 |
| Samedi 12 mai 2007       | Finale | FC Sochaux-Montbéliard | Stade de France (Saint-Denis) | 2 - 2 (4-5 tab) | Cissé 5e 98e                                                     | 79 797 |

### Coupe Intertoto
| Date                   | Tour           | Adversaire | Lieu            | Score | Buteurs de l'OM      | Public |
| ---------------------- | -------------- | ---------- | --------------- | ----- | -------------------- | ------ |
| Samedi 15 juillet 2006 | 3e tour aller  | FK Dnipro  | Stade Parsemain | 0 - 0 | -                    | 6 884  |
| Samedi 22 juillet 2006 | 3e tour retour | FK Dnipro  | Stade Meteor    | 2 - 2 | Niang 71e, Oruma 75e | 19 000 |

### Coupe de l'UEFA
| Date                    | Tour                        | Adversaire        | Lieu                          | Score | Buteurs de l'OM          | Public |
| ----------------------- | --------------------------- | ----------------- | ----------------------------- | ----- | ------------------------ | ------ |
| Jeudi 10 août 2006      | 2e tour préliminaire aller  | BSC Young Boys    | Stade de Suisse Wankdorf Bern | 3 - 3 | Zubar 18e, Niang 44e 56e | 10 000 |
| Jeudi 24 août 2006      | 2e tour préliminaire retour | BSC Young Boys    | Stade Vélodrome               | 0 - 0 | -                        | 35 000 |
| Jeudi 14 septembre 2006 | 1er tour aller              | FK Mladá Boleslav | Stade Vélodrome               | 1 - 0 | Bamogo 31e               | 24 436 |
| Jeudi 28 septembre 2006 | 1er tour retour             | FK Mladá Boleslav | Mestsky Stadion               | 4 - 2 | Maoulida 14e, Taiwo 56e  | 4 000  |

## Aspects juridiques et économiques

### Aspects juridiques

#### Organigramme
Le tableau ci-dessous présente l'organigramme de l'Olympique de Marseille pour la saison 2006-2007.
| Fonction                             | Nom                  |
| ------------------------------------ | -------------------- |
| Président du conseil de surveillance | Mehdi El Glaoui      |
| Président du directoire              | Pape Diouf           |
| Directeur sportif                    | José Anigo           |
| Responsable du recrutement           | Jean-Philippe Durand |
| Adjoint responsable du recrutement   | Christian Larièpe    |
| Coordinateur sportif                 | Louis Vassallucci    |
| Directeur général                    | Thierry de La Brosse |
| Secrétaire général                   | Julien Fournier      |
| Secrétaire général                   | Cédric Dufoix        |

| Fonction                           | Nom                  |
| ---------------------------------- | -------------------- |
| Directeur de la sécurité           | Guy Cazadamont       |
| Président de l'association OM      | Jean-Pierre Foucault |
| Vice-président de l'association OM | Robert Nazarétian    |

## Statistiques

### Statistiques collectives
| Compétition       | Débute au tour       | Place ou tour final         | Première rencontre | Dernière rencontre | Nombre de matchs |
| Ligue 1           | -                    | Vice-champion               | 6 août 2006        | 26 mai 2007        | 38               |
| Coupe de France   | 1/32 de finale       | Finaliste                   | 6 janvier 2007     | 12 mai 2007        | 6                |
| Coupe de la Ligue | 1/16 de finale       | 1/8 de finale               | 20 septembre 2006  | 25 octobre 2006    | 2                |
| Coupe Intertoto   | 3e tour              | Qualifié pour la Coupe UEFA | 15 juillet 2006    | 22 juillet 2006    | 2                |
| Coupe UEFA        | 2e tour préliminaire | 1er tour                    | 10 août 2006       | 28 septembre 2006  | 4                |

#### Ligue 1 Orange
- Meilleur classement : 1er (J3 à 5)
- Pire classement : 12e (J1)
- Plus grand écart de points avec le 2e : + 0
- Plus grand écart de points avec le leader : - 24 (J30 / J32)
- Plus grande série de victoires : 6 (J33 à 38)
- Plus grande série de matchs nuls : 1 (J1 / J15 / J23 / J 25 / J28 / J32)
- Plus grande série de défaites : 4 (J10 à 13)
- Plus grande série de matchs sans défaite : 8 (J31 à 38)
- Plus grande série de matchs sans victoire : 7 (J22 à 28)
- Plus large victoire : 0-3 (contre Auxerre), 4-1 (contre Lille), 3-0 (contre Toulouse et Nice)
- Plus large défaite : 1-4 (contre Lyon), 3-0 (contre Toulouse)
- Plus grande série de matchs en marquant au moins un but : 10 (J2 à 11)
- Plus grande série de matchs sans marquer : 4 (J24 à 27)
- Rencontre avec le plus de buts marqués par l'OM : 4 (victoires 4-1 contre Lille / 4-2 contre Sochaux-Montbéliard)
- Rencontre avec le plus de buts encaissés par l'OM : 4 (défaite 1-4 contre Lyon)
- Rencontre la plus prolifique en buts : 6 (victoire 4-2 contre Sochaux-Montbéliard)
- Rencontre la moins prolifique : 0 (contre Sedan, Nantes et Valenciennes)

### Statistiques buteurs
| Place   | Nom                  | Championnat de L1 | Coupe de France | Coupe de la Ligue | Coupe Intertoto | Coupe UEFA | TOTAL des BUTS |
| 1       | Mamadou Niang        | 12 buts           | 3 buts          | -                 | 1 but           | 2 buts     | 18 buts        |
| 2       | Djibril Cissé        | 8 buts            | 7 buts          | -                 | -               | -          | 15 buts        |
| 3       | Mickaël Pagis        | 8 buts            | 2 buts          | 1 but             | -               | -          | 11 buts        |
| 4       | Toifilou Maoulida    | 4 buts            | 4 buts          | 1 but             | -               | 1 but      | 10 buts        |
| 5       | Franck Ribéry        | 5 buts            | 1 but           | -                 | -               | -          | 6 buts         |
| 6       | Habib Bamogo         | 3 buts            | -               | 1 but             | -               | 1 but      | 5 buts         |
| 7       | Taye Taiwo           | 3 buts            | -               | -                 | -               | 1 but      | 4 buts         |
| 8       | Renato Civelli       | 3 buts            | -               | -                 | -               | -          | 3 buts         |
| 8       | Samir Nasri          | 3 buts            | -               | -                 | -               | -          | 3 buts         |
| 10      | Lorik Cana           | 2 buts            | -               | -                 | -               | -          | 2 buts         |
| 11      | Modeste M'Bami       | 1 but             | -               | -                 | -               | -          | 1 but          |
| 11      | Mathieu Valbuena     | 1 but             | -               | -                 | -               | -          | 1 but          |
| 11      | Wilson Oruma         | -                 | -               | -                 | 1 but           | -          | 1 but          |
| 11      | Ronald Zubar         | -                 | -               | -                 | -               | 1 but      | 1 but          |
| Détails | 13 buteurs Olympiens | 53 buts           | 17 buts         | 3 buts            | 2 buts          | 6 buts     | 81 BUTS        |

## Galerie d'images

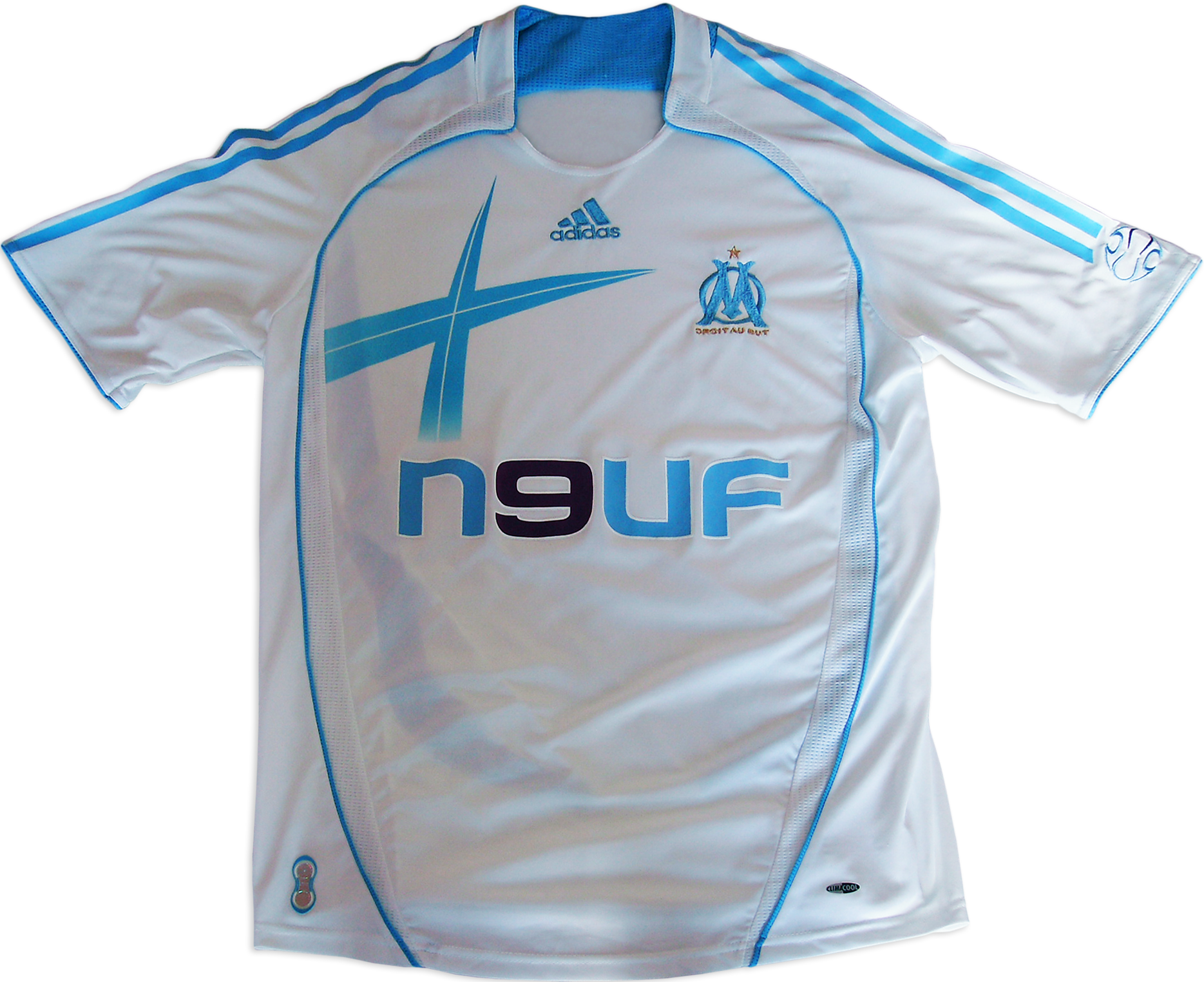
Maillot domicile de la saison 2006-2007.
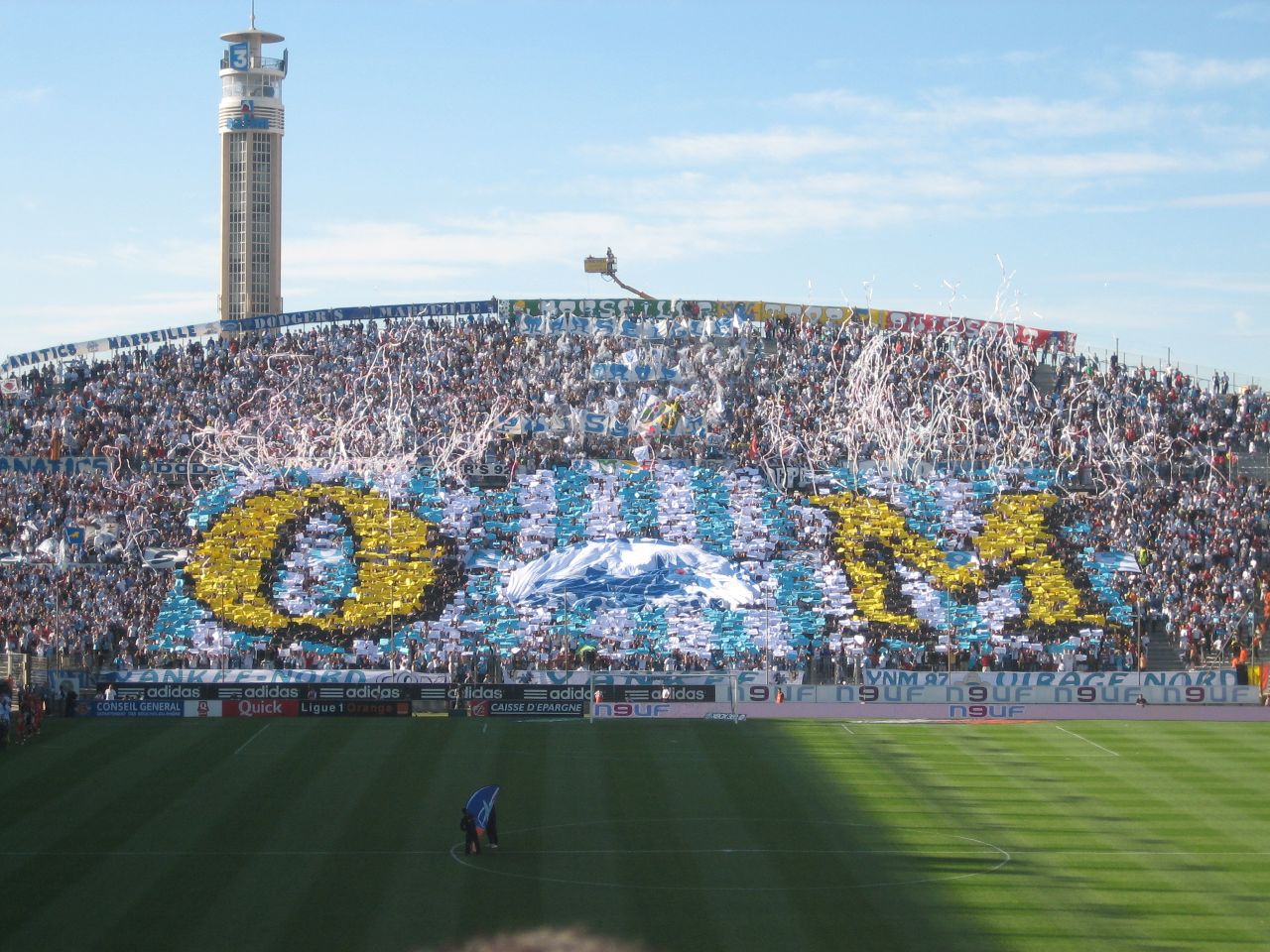
Tifo du Virage Nord avant le match OM-Le Mans (J04).
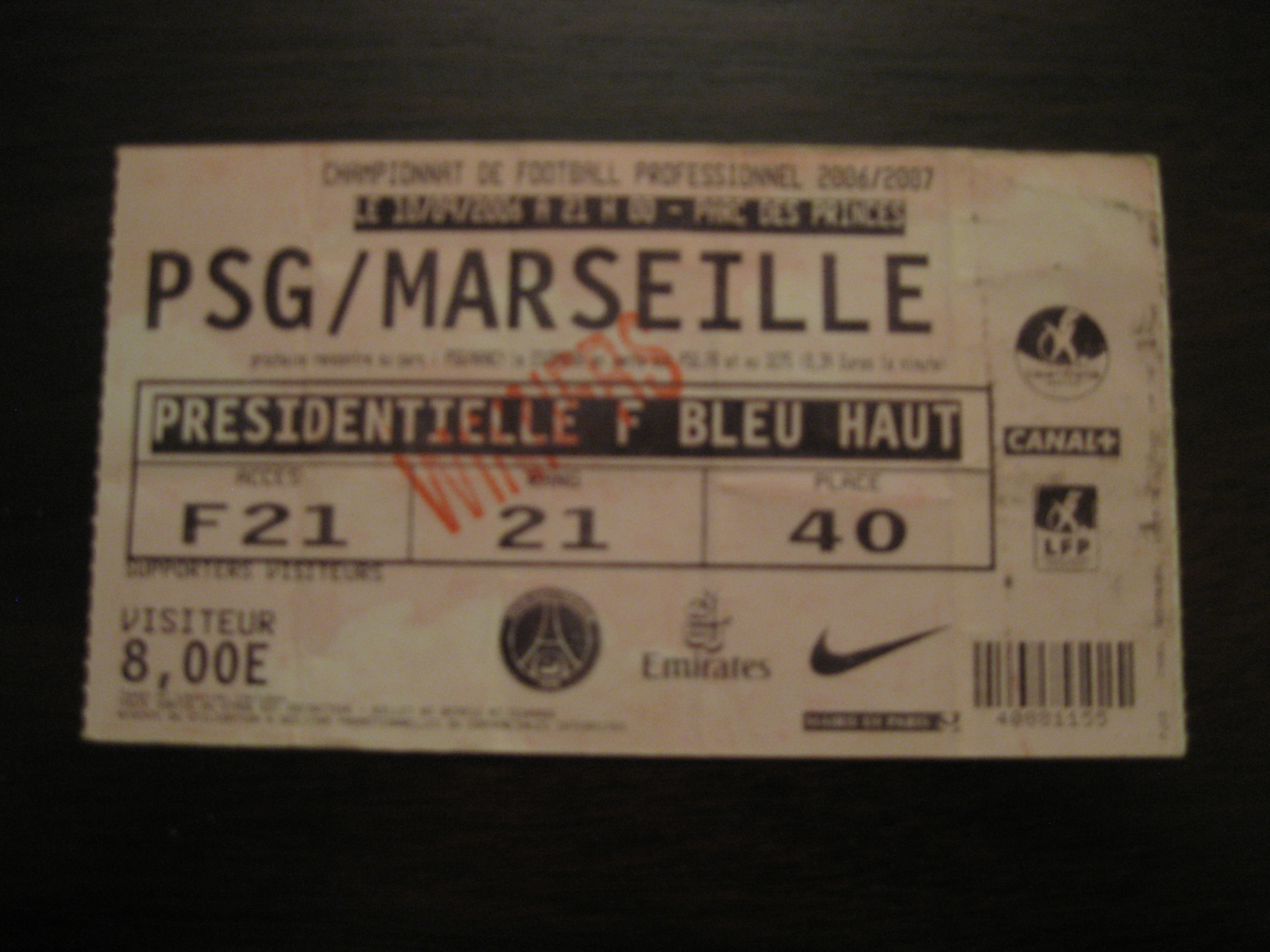
Ticket visiteur Paris SG - OM (J05).
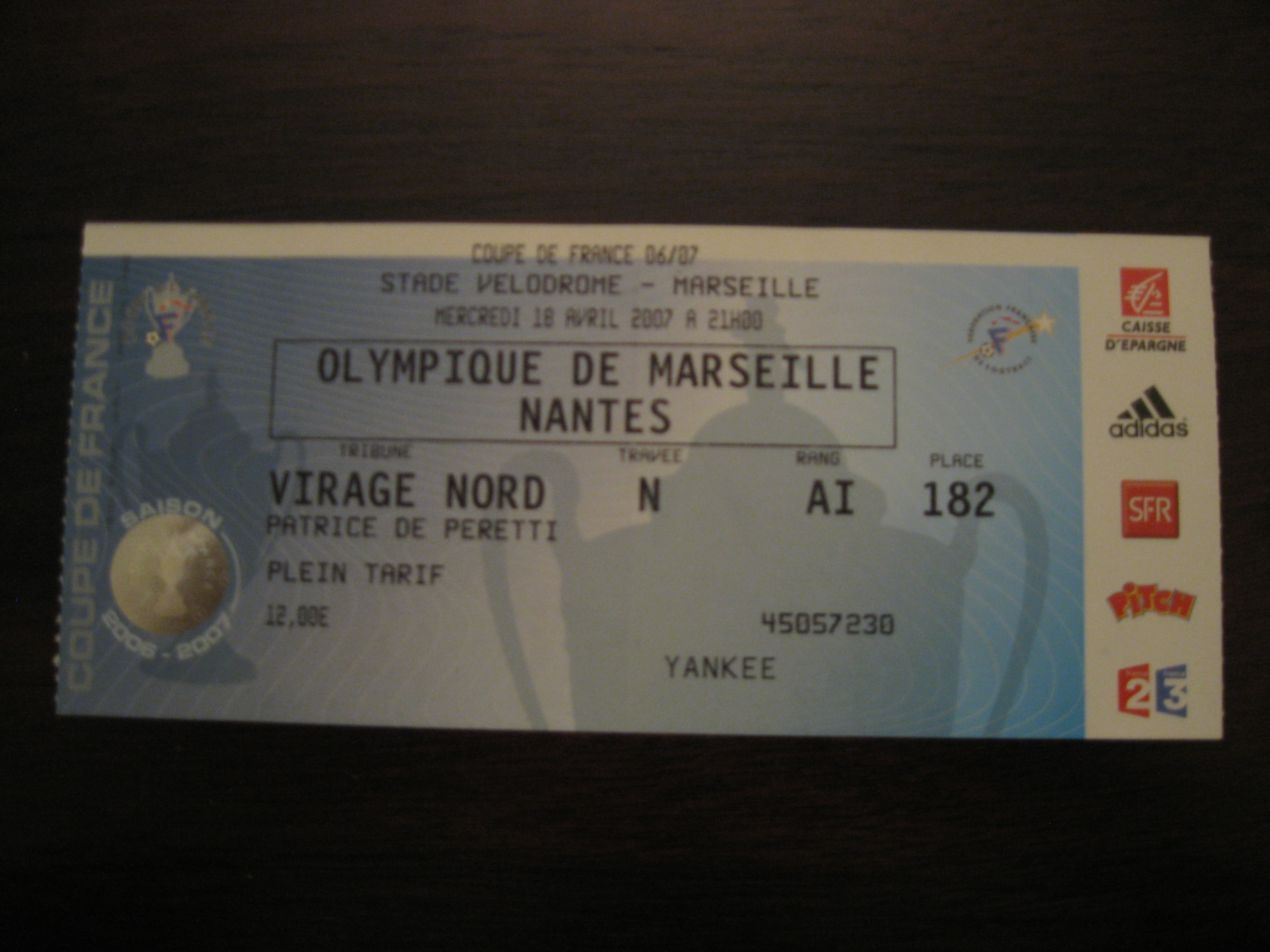
Ticket OM - FC Nantes (1/2 Coupe de France).